# Бели нощи (филм, 1959)
„Бели нощи“ (на руски: Белые ночи) е съветски филм от 1959 година, заснет от Мосфилм по мотиви от едноименната повест на Фьодор Достоевски.

## Сюжет
Петербург през четиридесетте години на XIX век. Мечтателят (Олег Стриженов) вече няколко години живее в големия град и през цялото това време е самотен. В една от летните бели нощи, на брега на Нева, той се запознава с Настенка (Людмила Марченко). В продължение на пет нощи те се разхождат из града и разказват един на друг за себе си. С цялата страст и нежност на своята непринудена натура, Мечтателя се влюбва в Настенка. Девойката, превъзмогнала чувствата си към предишния и възлюбен, обещава на Мечтателя, че ще се омъжи за него. Но вечно щастие няма. Настенка се връща при предишната си любов, а Мечтателя отново остава самотен.

## В ролите
- Людмила Марченко като Настенка
- Олег Стриженов като Мечтателя
- Анатолий Фьодоринов като Възлюбения на Настенка
- Варвара Попова като Прасковя Ивановна
- Светлана Харитонова като Фьокла
- Ирина Скобцева като Херцогинята
- Яков Беленкий като Херцога
- Евгений Моргунов като Стражаря
- Сергей Троицкий като Пияния търговец
- Валентин Кулик като Алмавива

## Награди
- Диплома от Международния кинофестивал в Единбург, Великобритания през 1960 година.
- Диплома 2- ра степен Всесъюзния кинофестивал в Киев през 1960 година.
- Диплома от Международния кинофестивал в Лондон, Великобритания през 1960 година.